# Anett Griffel
Anett Griffel (8 de noviembre de 1990) es una modelo estonia.  Ha modelado para DKNY, Diane von Furstenberg, Doo.Ri, Jill Stuart, Vera Wang, Vivienne Tam, entre otros.